# Tipula spilota
Tipula spilota är en tvåvingeart som beskrevs av Christian Rudolph Wilhelm Wiedemann 1828. Tipula spilota ingår i släktet Tipula och familjen storharkrankar. Inga underarter finns listade i Catalogue of Life.